# Claude Brulé
Claude Brulé (22 de noviembre de 1925 – 30 de septiembre de 2012) fue un periodista, dramaturgo, guionista y actor de nacionalidad francesa.

## Biografía
Su nombre completo era Claude Lucien Brulé, y nació en París, Francia, siendo su padre Lucien, editor musical y director del Théâtre Antoine. Su tío, André Brulé, fue un célebre actor.
Tras sus estudios de letras en la Escuela Normal Superior, trabajó como periodista en Paris Match (1952-53), siendo después jefe del servicio de espectáculos, director de informaciones y ayudante de la redacción en jefe (1953-60) de Paris-Presse. En 1960 fue consejero en la directiva de la revista Elle (1960).
En 1959 conoció a Roger Vadim, cambiando su trayectoria. Con el director escribió el guion de la cinta Les Liaisons dangereuses 1960. Ese primer film le costó un proceso de la Société des gens de lettres, que intentó prohibir la cinta. Vadim y él fueron defendidos por un "joven" abogado, François Mitterrand, que ganó el juicio (su única exigencia: mencionar « 1960 » en el título de la película). Ese fue el inicio de una larga amistad con Vadim, que produjo varias películas: Et mourir de plaisir, La Bride sur le cou, Barbarella, etc.
En 1961 conoció a Luchino Visconti, para el cual escribió los diálogos franceses y parte del guion de Rocco y sus hermanos. Trabajó con frecuencia en Italia en los años 1960, a la vez que adaptaba en Francia obras muy populares como Angélique, marquise des anges, Merveilleuse Angélique y ¿Arde París?.
En los años 1970 comenzó a escribir para la televisión, siendo guionista de algunas de las grandes producciones dramáticas de la época: La Dame de Monsoreau, Molière pour rire et pour pleurer, Ce diable d'homme, Le Roi qui vient du sud, Blanc, bleu, rouge o L'Argent. Además, trabajó en el guion de series de éxito como Arsène Lupin.
Claude Brulé también hizo algunas actuaciones en la pantalla, dirigió el telefilm Le Siècle des Lumières a partir de su obra, representada en 1974 en el Théâtre du Palais-Royal, y escribió la letra de la canción Le soleil se lève à l'est, motivo musical del telefilm del mismo título interpretado por Johnny Hallyday.
Al final de su carrera se dedicó a la defensa de los derechos de autor, siendo presidente de la Société des auteurs et compositeurs dramatiques (SACD) desde 1988 hasta 1990, y desde 1992 hasta 1994, y después administrador y delegado de asuntos jurídicos en el consejo de administración. Fue también vicepresidente del Fondo de ayuda al teatro privado entre 1988 y 2002, presidente de Utopie  (Institut international du théâtre-Unesco) en 2000,  secretario general del Premio Molière desde 2000 a 2004, vicepresidente y después presidente de la Société pour l'administration du droit de reproduction mécanique (SDRM) en 2006-2010, presidente del Conseil international des auteurs dramatiques et littéraires (CIADL), vicepresidente de la Confederación Internacional de Sociedades de Autores y Compositores (CISAC), administrador de la Sécurité sociale des auteurs (AGESSA) y profesor de la Universidad de París IV-Sorbona sobre derechos de autor.
Claude Brulé falleció en París el 30 de septiembre de 2012, a causa de una crisis cardiaca. Se celebró su funeral en la Iglesia Saint-Roch de París el 5 de octubre de 2012.

## Teatro
- 1969 : Les Grosses Têtes, de Jean Poiret y Michel Serrault, Théâtre de l'Athénée - coescritor
- 1974 : Le Siècle des Lumières, escenografía de Jean-Laurent Cochet, Théâtre du Palais-Royal
- 1974 : La Chanson des années folles
- 1976 : Secrets de Paris
- 1985 : Hugo l'homme qui dérange, a partir de Alain Decaux, escenografía de Paul-Émile Deiber, Teatro del Odéon
- 1987 : Le Plaisir de dire non

## Filmografía

### Como guionista, adaptador y/o dialoguista

#### Cine
- 1959 : Les Liaisons dangereuses 1960, de Roger Vadim
- 1959 : Recourse in Grace, de László Benedek
- 1960 : Et mourir de plaisir, de Roger Vadim
- 1960 : Les Adolescentes, de Alberto Lattuada
- 1960 : Rocco y sus hermanos, de Luchino Visconti
- 1961 : La Proie pour l'ombre, de Alexandre Astruc
- 1961 : La Bride sur le cou, de Jean Aurel, Jack Dunn Trop y Roger Vadim
- 1961 : L'Imprévu, de Alberto Lattuada
- 1962 : Les Parisiennes, segmento Françoise, de Claude Barma
- 1964 : Paris secret, de Édouard Logereau
- 1964 : Angélique, marquise des anges, de Bernard Borderie
- 1965 : Merveilleuse Angélique, de Bernard Borderie
- 1965 : Up from the Beach, de Robert Parrish
- 1966 : ¿Arde París?, de René Clément
- 1967 : Le Scandale, de Claude Chabrol
- 1967 : La Route de Corinthe, de Claude Chabrol
- 1968 : La Leçon particulière, de Michel Boisrond
- 1968 : Barbarella, de Roger Vadim
- 1972 : À la guerre comme à la guerre, de Bernard Borderie
- 1979 : Le Roi qui vient du sud, de Marcel Camus y Heinz Schirk

#### Televisión
Telefilmes
- 1976 : Le Siècle des Lumières – también director
- 1977 : C'est arrivé à Paris, de François Villiers
- 1981 : La Ville noire, de Jacques Tréfouël
- 1984 : Ma fille, mes femmes et moi, de Pier Giuseppe Murgia
- 1988 : L'Argent, de Jacques Rouffio

Series
- 1971 : La Dame de Monsoreau, de Yannick Andréi
- 1972 : Les Évasions célèbres, episodio Antoine Marie Chamans de Lavalette, de Jean-Pierre Decourt
- 1973 : Molière pour rire et pour pleurer, de Marcel Camus
- 1971-1973 : Arsène Lupin:
  - Victor de la brigade mondaine, de Jean-Pierre Decourt
  - L'Arrestation d'Arsène Lupin, de Jean-Pierre Decourt
  - Herlock Sholmes lance un défi, de Jean-Pierre Desagnat
- 1974 : Le soleil se lève à l'est, de François Villiers
- 1977 : Dossiers : Danger immédiat, episodio L'Affaire Martine Desclos, de Claude Barma
- 1978 : Ce diable d'homme, de Marcel Camus
- 1981 : Blanc, bleu, rouge, de Yannick Andréi

### Actor
- 1968 : La Leçon particulière, de Michel Boisrond
- 1975 : L'Incorrigible, de Philippe de Broca
- 1976 : Folies bourgeoises, de Claude Chabrol
- 1993 : Amour fou, de Roger Vadim

## Galardones
- Oficial de la Legión de Honor
- Comandador de la Orden de las Artes y las Letras
- Caballero de la Orden de las Palmas Académicas
- Caballero de la Orden de la Corona (Bélgica)
- Gran premio de la televisión de la Sociedad de autores y compositores dramáticos (1982)
- Medalla de la Société des auteurs, compositeurs et éditeurs de musique